# 쿠바의 경제
쿠바의 경제는 국영기업들이 지배하는 대부분 계획 경제이다. 쿠바 정부는 대부분의 산업을 소유하고 운영하며 대부분의 노동력은 국가에 의해 고용된다. 1991년 소련이 붕괴된 후, 쿠바의 집권 공산당은 노동자 협동조합과 자영업을 장려했다. 2010년대 후반, 더 큰 사유재산과 자유 시장 권리가 2019년 쿠바 헌법 국민투표에 의해 부여되었다. 쿠바의 다양한 경제 분야에 대한 외국인 직접 투자도 2019년 이전에 증가했다는 것이 인정되었다. 2000년 현재 공공부문 고용은 76%, 민간부문 고용(주로 자영업으로 구성)은 23%로 1981년의 91% 대 8% 비율과 비교된다. 투자는 제한되고 정부의 승인이 필요하다. 정부는 대부분의 가격과 배급품을 시민들에게 책정한다. 2019년, 쿠바는 인간 개발 지수 0.783으로 189개국 중 70위를 차지해 인간 개발 상위 범주에 들었다. 2012년 기준으로, 국가의 공공 부채는 GDP의 35.3%, 인플레이션(CDP)은 5.5%, GDP 성장은 3%였다. 주거비와 교통비가 저렴하다. 쿠바인들은 정부 보조금의 교육, 건강 관리, 그리고 식량 보조금을 받는다.
1953년~1959년 쿠바 혁명 당시 풀헨시오 바티스타 군사독재 정권은 라틴 아메리카에서 가장 발전되고 성공한 국가 중 하나였으며, 이 지역에서 가장 발전된 국가 중 하나로 꼽혔다. 수잔 에크스타인에 따르면, 조심스럽게 관찰되고, 단지 그 당시 상황의 대략적인 근사치만을 묘사한다고 가정된다. 그러나, 일부 쿠바인들이 극심한 가난 속에서 살고 있고, 백인과 흑인 사이에 무역과 실업 문제가 있었던 도시와 시골 사이에는 심각한 사회적 불평등이 있었다. PBS에 의해 "피델 카스트로의 1959년 혁명 전날, 쿠바는 후에 쿠바의 많은 망명자들의 향수를 불러일으키는 상상이나 많은 혁명 지지자들에 의해 그려진 지옥의 구렁텅이로 떠오르지 않을 낙원이 아니었다." 1970년과 1985년 사이에, 쿠바는 높은 지속 성장률을 경험했다. 클라스 브룬데니우스에 따르면, "쿠바는 (특히 교육과 건강) 기본적인 요구를 만족시키는 면에서 놀랄 만큼 잘 해냈다." 그리고 "실제로 1970년대 세계은행 조리법을 따르고 있었다. 성장과 함께 재분배" 1985년 이후, 쿠바 경제는 경기 침체의 국면에 접어들어 소위 특수기를 초래했고, 정부는 성장률이 다시 회복됨에 따라 교육과 보건 시스템을 유지하고 확장하는데 성공했다.
사회주의 혁명은 윌리엄 M. 레오그란데에 의해 "세계 어느 나라에 대해서도 가장 오래되고 포괄적인 미국의 경제 제재 체제"라고 묘사된 쿠바에 대한 미국의 금수 조치가 뒤따랐다. 냉전 기간 동안 쿠바 경제는 1960년부터 1990년까지 총 650억 달러(진보연대를 통해 중남미에 대한 미국 경제원조 전체의 3배가 넘는)로 소련으로부터의 보조금에 크게 의존해 연간 평균 21억 7천만 달러였다. 이는 연도에 따라 쿠바 GDP의 10%에서 40% 사이이다. 비록 경제학자들이 1959년과 1960년대 초에 "상대적으로 고도로 발전된 라틴 아메리카 수출 경제"라고 묘사했지만, 쿠바의 기본적인 경제 구조는 그 당시와 1990년 사이에 거의 변하지 않았다. 시가와 담배와 같은 담배 제품들은 쿠바의 주요 수출품들 중 유일하게 제조된 제품이었고, 이것들조차도 산업화 이전의 과정에 의해 생산되었다. 쿠바 경제는 동구권 국가들이 제공하는 몇몇 고도로 보조금을 받는 상품에 비효율적이고 지나치게 전문화되어 있었다. 소련의 몰락 이후, 쿠바의 GDP는 1990년대와 1993년 사이에 33% 감소했는데, 이는 부분적으로 소련의 보조금 손실과 1990년대 초 설탕 가격의 폭락으로 인한 것이다. 그것은 2000년대 초반에 경제의 한계 자유화와 쿠바 GDP의 12%에 달하는 저비용 석유와 기타 보조금을 쿠바에 제공한 베네수엘라의 우호적인 정부의 과도한 보조금 때문에 반등했다. 쿠바는 높은 수준의 의료와 교육을 유지하고 있다.

## 부문

### 에너지 생산
2011년 기준으로, 전기의 96%가 화석 연료에서 생산되고 있다. 일부 시골 지역에서는 정전, 정전, 등유 사용을 줄이기 위해 태양 전지판이 도입되었다. 시민들은 소비를 줄이기 위해 비효율적인 램프를 새로운 모델과 교환하도록 권장받았다. 전력 관세가 비효율적인 사용을 줄였다.
2012년 8월 현재 멕시코만의 유망한 대형의 해상 석유 탐사는 두 번의 실패로 인해 비생산적이었고, 추가 탐사가 계획되어 있다.
2007년에 쿠바는 168억 9천만 kWh의 전기를 생산했고 수출이나 수입 없이 139억 3천만 kWh를 소비했다. 1998년 추정에 따르면 에너지 생산의 89.52%가 화석 연료이고 0.65%는 수력 발전이며 9.83%는 기타 생산이다. 2007년과 2008년 추정치 모두, 국가는 62,100 bbl/d의 석유를 생산하고 176,000 bbl/d의 석유를 소비하며 104,800 bl/d 수입과 197,300,000 bbl의 석유 매장량을 입증했다. 베네수엘라는 쿠바의 주요 석유 공급원이다.
2017년, 쿠바는 수출이나 수입의 m3가 없고 707억 9천만 m3의 입증된 천연 가스를 생산하여 소비했다.

#### 에너지 부문
에너지 혁명은 2006년 쿠바에 의해 시행된 프로그램이다. 이 프로그램은 쿠바의 사회 경제적 지위를 발전시키고 다양한 에너지 자원을 가진 에너지 효율적인 경제로 전환하는 데 초점을 맞췄다. 쿠바의 에너지 부문은 최적의 전력을 생산할 자원이 부족하다. 사실, 에너지 혁명 프로그램이 직면하고 있는 문제들 중 하나는 쿠바의 전력 생산과 미국이 부과하는 계속되는 무역 제재로부터 온다. 마찬가지로 에너지 부문도 전력 자원 네트워크 간에 수백만 달러의 투자를 받았다. 하지만, 고객들은 쿠바의 경제 위기 동안 전기를 보존하기 위해 에너지 회사들로부터 전력의 정전을 경험하고 있다. 게다가, 강타한 허리케인에 의해 손상된 구시대적인 전력망은 2004년 에너지 위기를 야기했고 에너지 혁명 동안 주요 쟁점이 되었다. 쿠바는 다양한 종류의 에너지 자원을 제공함으로써 이 상황에 대응했다. 실제로 소형 디젤 발전기 6000대, 연료유 발전기 416대, 디젤 발전기 893대, 에너지 절약형 램프를 위한 백열등 940만대, 선풍기 133만대, 전기 압력솥 550만대, 전기 밥솥 340만대, 전기 급수기 204만대, 가정용 냉장고 100만대 등이 보급됐다. 영지 중에 송전망은 2009년까지 90%만 복구되었다. 정부가 풍력과 태양광 발전을 추진하면서 대체에너지가 최우선 과제로 떠올랐다. 에너지 혁명 프로그램이 직면하게 될 중요한 도전은 쿠바에서 지속 가능한 에너지를 개발하는 것이지만, 계속 발전하고 있는 국가, 경제 제재, 그리고 이 나라를 강타한 허리케인의 해로운 영향을 고려해서이다.

### 농업
쿠바는 사탕수수, 담배, 감귤, 커피, 쌀, 감자, 콩, 가축을 생산한다. As of 2015, Cuba imported about 70–80% of its food. 2015년 기준으로, 쿠바는 전체 식량의 70~80%를 수입하고 있으며, 전체 식량의 80~84%를 대중에게 배급하고 있다. 라울 카스트로는 농업부문의 족쇄를 채우는 관료주의를 조롱했다.

### 산업

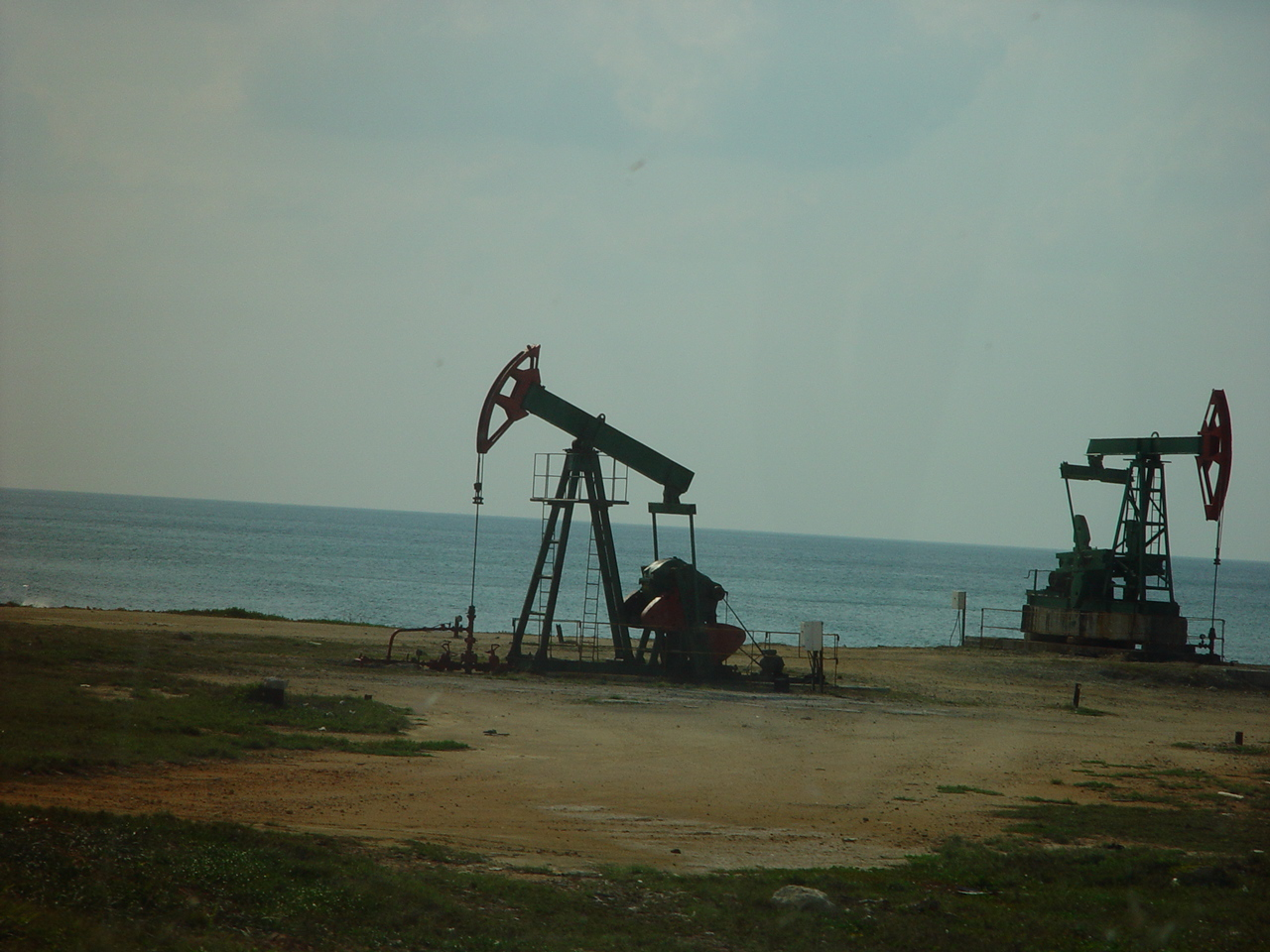
쿠바의 펌프잭

전체적으로 산업생산은 쿠바 GDP의 거의 37%인 69억 달러를 차지했고 1996년 인구의 24%인 2,671,000명을 고용했다. 2009년 설탕가격의 상승은 설탕가공의 투자와 발전을 촉진했다.
2003년 쿠바의 생명공학과 제약 산업은 점점 더 중요해지고 있었다. 국제적으로 판매되는 제품 중에는 다양한 바이러스 병원균과 박테리아 병원균에 대항하는 백신들이 있다. 예를 들어, 헤버프로트-P라는 약은 당뇨병성 족궤양 치료제로 개발되어 많은 개발도상국에서 성공을 거두었다. 쿠바는 또한 암 치료를 위한 약의 개발에 선구적인 노력을 해왔다.
V. 베레즈벤코모 같은 과학자들은 생명공학과 사탕수수에 대한 공헌으로 국제적인 상을 받았다.

### 서비스

#### 관광업

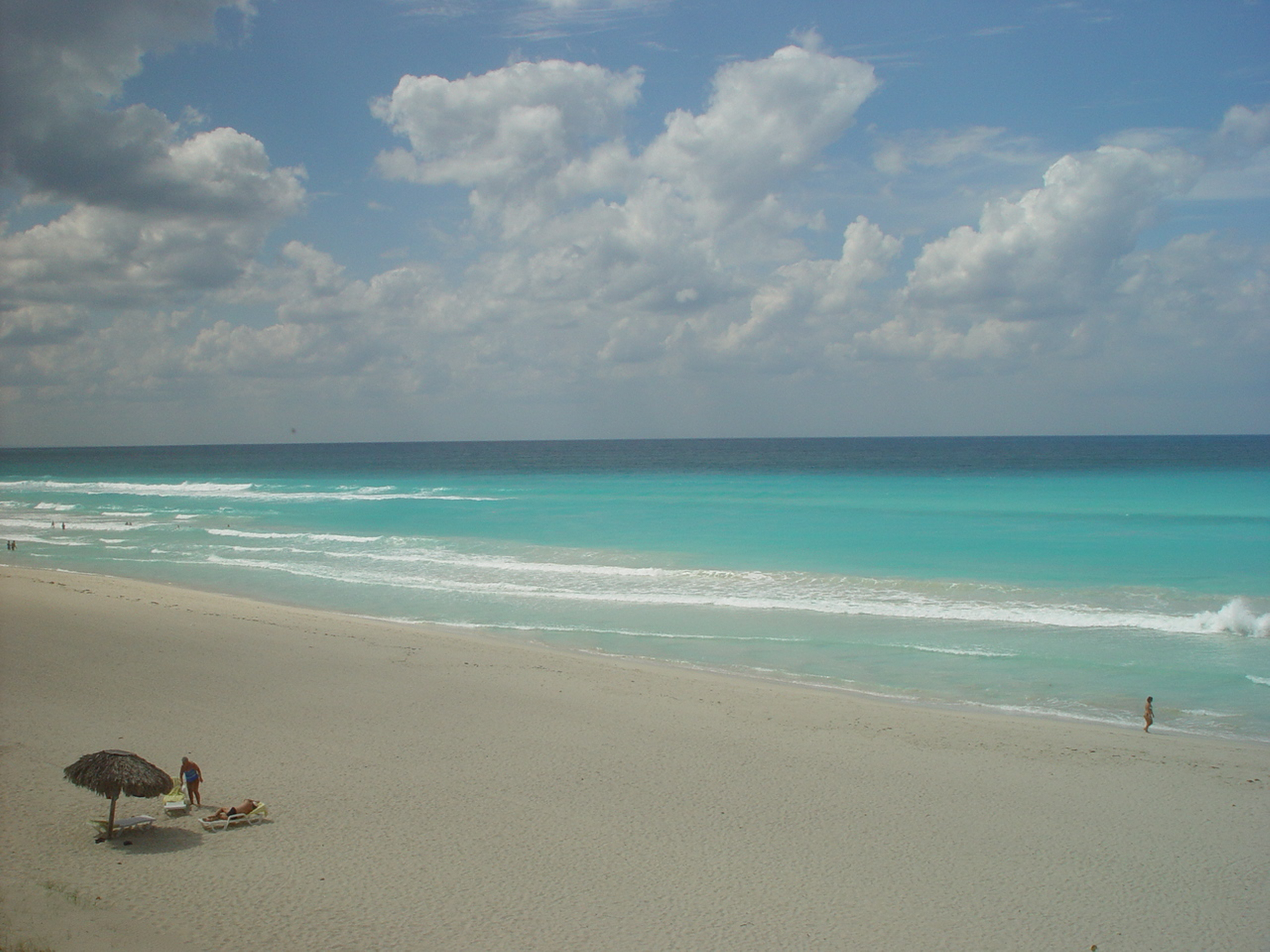
쿠바 바라데로의 백사장

1990년대 중반 관광업은 쿠바 경제의 오랜 버팀목인 설탕을 제치고 외환의 주요 원천으로 부상했다. 아바나는 관광 시설을 짓고 역사적인 건축물을 개조하는 데 상당한 자원을 투자하고 있다. 쿠바 관리들은 1999년에 약 160만 명의 관광객이 쿠바를 방문했을 것으로 추산하고 있으며 총수입은 약 19억 달러이다. 2000년에, 1,773,986명의 외국인 방문객들이 쿠바에 도착했다. 관광 수입은 17억 달러에 달했다. 2012년까지 약 3백만 명의 방문객들이 매년 거의 20억 파운드를 가져왔다.
관광의 성장은 사회적, 경제적 파장을 가져왔다. 이것은 2단계 경제의 출현과 관광 아파르트헤이트 국가의 육성에 대한 추측으로 이어졌다. 이러한 상황은 1990년대 동안의 달러 유입으로 인해 악화되었고, 다른 한편으로는 달러와 페소를 기반으로 하는 이중 경제를 만들 가능성이 있다. 귀한 수입품들, 심지어 럼주나 커피와 같은 일부 국내 제조업체들도 달러 전용 매장에서 살 수 있었지만 페소 가격으로는 구하기 힘들거나 구할 수 없었다. 그 결과 관광업종을 벗어나 페소 경제에서만 벌어들인 쿠바인들은 불리한 입장에 처했다. 서비스 산업에 기반을 둔 달러 수입이 있는 사람들은 더 편안하게 살기 시작했다. 이것은 쿠바 정부의 장기적인 사회주의 정책과 충돌하면서 쿠바인들의 물질적인 생활 수준 사이의 격차를 더 벌렸다.

#### 소매
쿠바에는 소규모 소매 부문이 있다. 2012년 9월 현재 아바나에서 몇몇 대형 쇼핑 센터가 운영되고 있지만 미국 가격을 부과하고 있다. 혁명 이전의 상업지구는 대부분 폐쇄되었다. 대부분의 상점들은 작은 달러 상점, 식품 잡화점, 농경지 시장, 거리 가판대들이다.

### 금융
금융 부문은 여전히 심하게 규제를 받고 있고 기업가적 활동에 대한 신용 접근은 금융 시장의 얕음에 의해 심각하게 방해받고 있다.

## 베네수엘라와의 연결
최근 몇 년 동안 쿠바와 베네수엘라 사이에 발전된 관계는 베네수엘라가 베네수엘라의 의료 시스템을 강화하기 위해 쿠바의 의사들을 고용하는 대가로 값싼 석유를 제공한다는 합의를 이끌어냈다. 2015년 기준으로, 쿠바는 모나코와 카타르에 이어 전 세계에서 3번째로 많은 의사 수를 보유하고 있다. 쿠바는 유리한 무역 조건을 얻기 위해 수만 명의 의사를 다른 나라에 원조하기 위해 보낸다. 명목상 베네수엘라의 보조금은 소련이 쿠바에 지급한 보조금보다 더 높으며  쿠바 국가는 값싼 석유를, 쿠바 경제는 연간 약 60억 달러를 받고 있다. 쿠바 태생의 미국 경제학자 카르멜로 메사라고에 따르면, "이러한 도움이 중단되면 산업은 마비되고, 교통은 마비되며, 전기에서 제당소에 이르기까지 모든 분야에서 효과를 볼 수 있을 것이다.
경제적인 관점에서, 쿠바는 베네수엘라가 쿠바에 의존하는 것보다 베네수엘라에 훨씬 더 많이 의존하고 있다. 2012년 기준으로, 베네수엘라는 쿠바 GDP의 20.8%를 차지하고 있는 반면, 쿠바는 베네수엘라 GDP의 약 4%에 불과했다. 이러한 의존성 때문에 쿠바는 2016년에 인플레이션이 800%에 육박하고 GDP가 19% 감소하는 가장 최근의 베네수엘라 경제 위기 (2012년~현재)를 겪고 있다. 추가적인 예산 삭감은 3년 연속을 맞는 2018년 계획에 있다.

## 경제적 자유
2021년, 자유 시장 지향적인 헤리티지 재단의 쿠바의 경제적 자유 점수는 28.1점으로 무역 자유, 재정 자유, 통화 자유, 자유, 기업 자유와 같은 조치들에서 쿠바의 경제를 176위에 랭크했다. 헤리티지 재단은 베네수엘라를 쿠바의 "고객 국가"이자 가장 자유롭지 못한 국가로 평가하면서, 쿠바는 남아메리카와 중앙아메리카의 32개국 중 31위를 차지했다.
2021년 2월, 정부는 국가 안보, 보건, 교육 서비스와 같은 분야에서 124개의 활동이 제한되면서 민간 부문에 새로운 대책을 공포했다.

## 세금 및 수입
2009년 기준으로, 쿠바는 수입 470억 8천만 달러와 지출 503억 4천만 달러, 공공 부채 34.6%, 계좌 잔액은 5억 1천 3백만 달러, 외환 및 금 보유고는 46억 4천 7백만 달러이다. 정부 지출은 GDP의 약 67퍼센트이고 공공 부채는 국내 경제의 약 35퍼센트이다. 개혁에도 불구하고, 정부는 계속해서 경제에 큰 역할을 하고 있다.
최고 개인 소득세율은 50퍼센트이다. 법인세 최고 세율은 30%(전면 외국계 기업 35%)다. 다른 세금에는 부동산 양도세와 판매세가 포함된다. 전체 조세부담은 국내총생산(GDP)의 24.4%다.

## 같이 보기
- 쿠바 페소
- 나라별 신용등급 목록